# Justine Robbeson
Justine Robbeson (ur. 15 maja 1985 w Benoni) – południowoafrykańska lekkoatletka specjalizująca się w rzucie oszczepem.
W 2001 zdobyła srebrny medal mistrzostw świata kadetów w konkursie rzutu oszczepem. W tych samych zawodach zajęła też 7. miejsce w skoku w dal. W pierwszych latach swojej kariery startowała głównie w wielobojach odnosząc sukcesy na arenie międzynarodowej. W 2004 została mistrzynią świata juniorów w siedmioboju. Od 2005 uprawia już tylko rzut oszczepem. W tej konkurencji zdobyła brązowy medal uniwersjady w Izmirze, złoty medal mistrzostw Afryki oraz złoto igrzysk afrykańskich. W 2006 zajęła trzecie miejsce w zawodach pucharu świata. Uczestniczka igrzysk olimpijskich w Pekinie (2008) - z wynikiem 59,63 nie awansowała do finału. Wicemistrzyni Afryki oraz brązowa medalistka igrzysk Wspólnoty Narodów z 2010. W 2011 ponownie zwyciężyła w igrzyskach afrykańskich. Była rekordzistka Afryki w rzucie oszczepem.
Rekord życiowy: siedmiobój – 5868 (17 lipca 2004, Grosseto); rzut oszczepem – 63,49 (16 lutego 2008, Potchefstroom).